# Uromyces novissimus
Uromyces novissimus är en svampart som beskrevs av Speg. 1880. Uromyces novissimus ingår i släktet Uromyces och familjen Pucciniaceae.   Inga underarter finns listade i Catalogue of Life.